# Foie gras

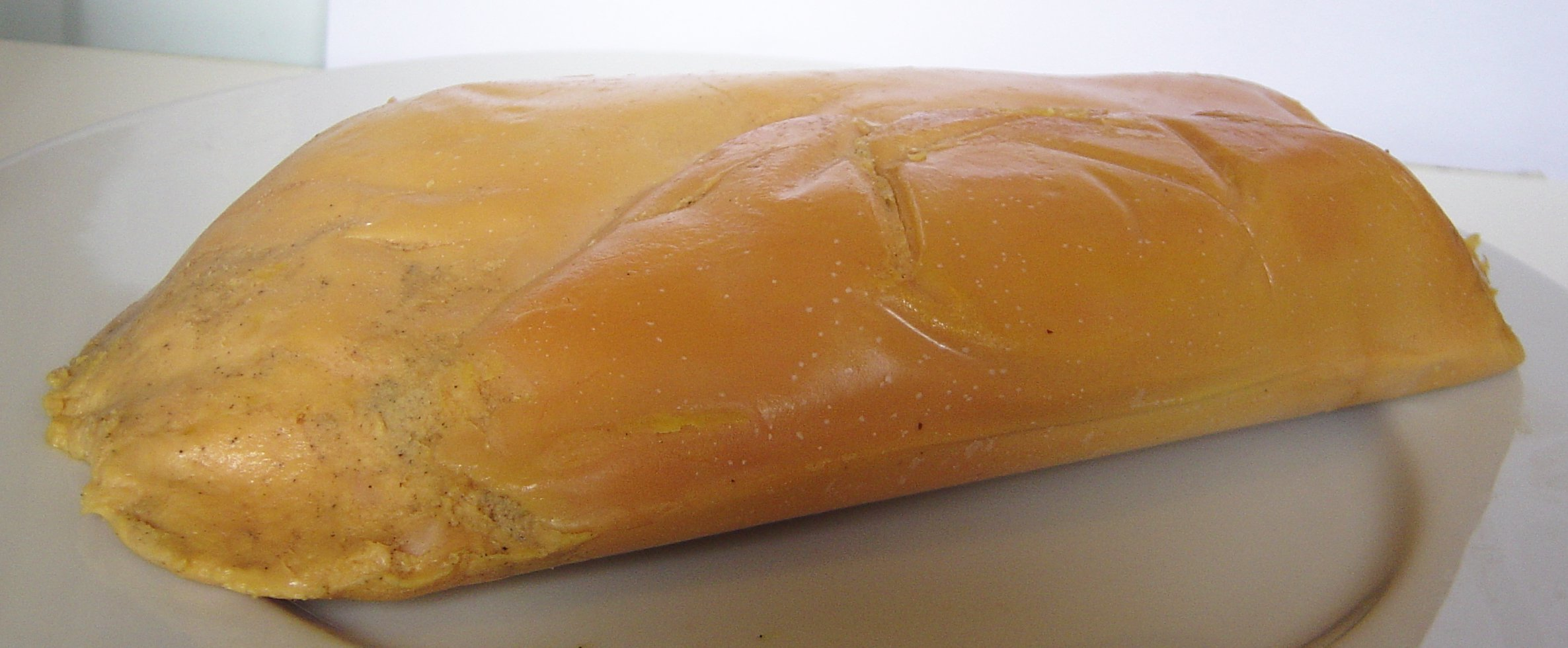
Eine ganze Stopfleber

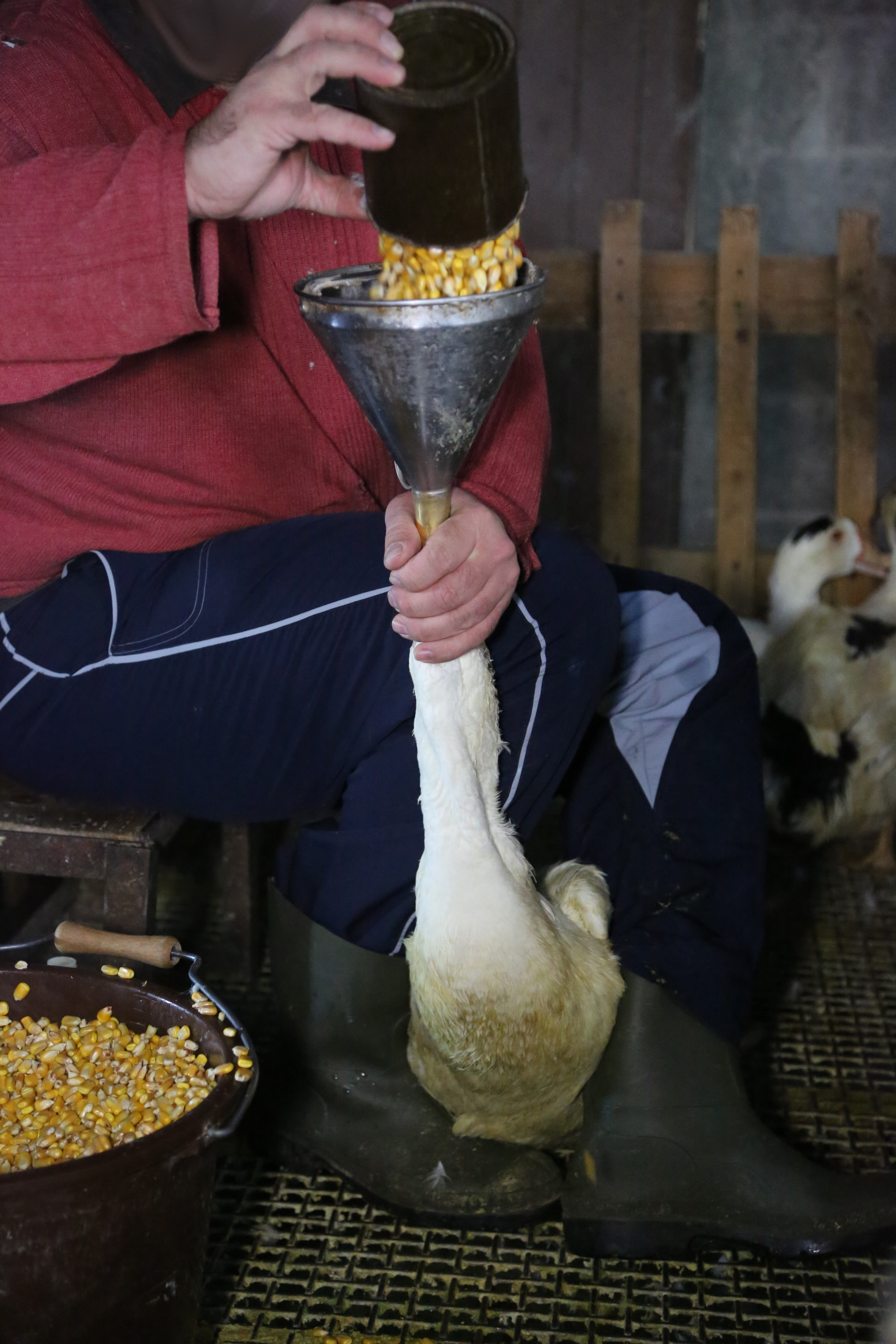
‚Eintrichtern‘ von Mais bei der Stopfmast

Foie gras ([ˌfwaː ˈgʁaː], Französisch für ‚fette Leber‘), im Deutschen Stopfleber, ist eine kulinarische Spezialität, die aus der Fettleber von drei Monate alten Gänsen oder Enten gewonnen wird. Die Mastform wird heute in zahlreichen Staaten als Tierquälerei angesehen und ist durch das Tierschutzgesetz oder andere Gesetze verboten.

## Geschichte
Bereits um 2500 v. Chr. wurde die Fettleber von Vögeln in Ägypten als Delikatesse geschätzt. Um diese Zeit begann auch die Praxis, Gänse zu überfüttern und dadurch Fettlebern herzustellen. Plinius der Ältere schrieb darüber und durch das Römische Reich verbreitete sich die Technik des Stopfens ins Gebiet des heutigen Frankreichs, das als Hort der Foie gras gilt.

## Produktion
Die Fettleber entsteht durch Nudeln oder Stopfen, bei dieser Mastform wird bis zu fünf Mal pro Tag mit einem Rohr eine große Menge Futtermais oder Maisbrei in den Magen gepresst. Beim Schlachten wiegen die Stopflebern das Zehnfache einer gesunden Leber. Die Fettleber einer gestopften Ente erreicht auf diese Weise ein Gewicht von 700 g und hat einen Fettgehalt von 56–60 %. Durch die Verfettung der Leber kommt es zu einer starken Ablagerung von Triglyceriden, im Gegenzug nimmt der Anteil an Phospholipiden ab. Der Gehalt an Cholesterin nimmt durch das Stopfen nicht zu.

## Verbreitung und Verbote

Wichtige Länder und Regionen mit Stopfleberproduktion
Länder und Regionen, in denen die Stopfmast verboten ist

Frankreich ist mit Abstand der weltweit größte Produzent und Konsument von Foie Gras. Die globale jährliche Produktion wird auf etwa 23.000 Tonnen geschätzt (Stand: 2019), davon werden ca. 96 % innerhalb der EU hergestellt und 60 % allein in Frankreich. Neben Frankreich sind Ungarn und Bulgarien bedeutende Produktionsländer.
Aus Gründen des Tierschutzes wird die Stopfmast ethisch kritisiert und ist in vielen Ländern verboten. Die Richtlinie 98/58/EG (insbesondere Artikel 3 und 4 sowie Anhang 14) verbietet die Produktion von Stopfleber in der EU seit 1999; Frankreich umging das Verbot, indem es 2005 Foie Gras zum nationalen und gastronomischen Kulturerbe erklärte und sie von den französischen Tierschutzgesetzen ausnahm. Auch in den EU-Ländern Ungarn, Bulgarien, Spanien und Belgien wird das Verbot umgangen und – in geringerem Maße – Stopfleber produziert.
Verkauf, Import und Konsum sind jedoch in der gesamten Europäischen Union gemäß der Regeln des Binnenmarkts zugelassen. Außerhalb Europas ist die Herstellung unter anderem auch in Australien, Indien, Israel, der Türkei und Teilen der USA verboten.

## Qualitätsstufen und Variationen

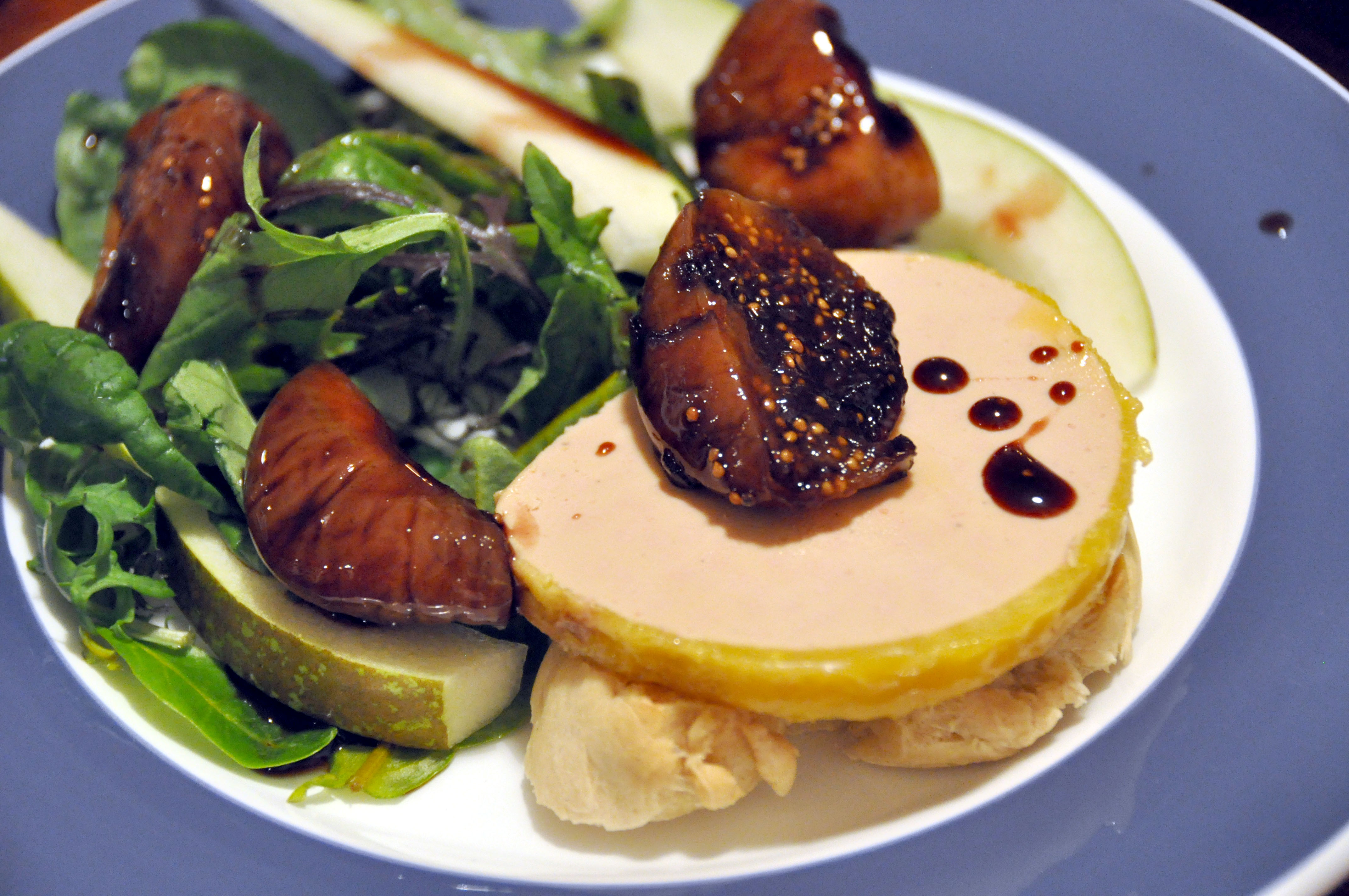
Foie gras mit Salat

- Foie gras entier: Aus ein oder zwei Stücken reiner Gänseleber, kann gekocht (cuit) oder roh (frais) sein
- Foie gras: Aus mehreren Leberstücken zusammengesetzt
- Mousse de foie gras: Emulsion aus Gänseleber und anderen pflanzlichen oder tierischen Fetten
- Pâté de foie gras (Gänseleberpastete): enthält mindestens 50 % Gänseleber
- Parfait de foie gras: enthält mindestens 75 % Gänseleber

## Vegane und andere Varianten

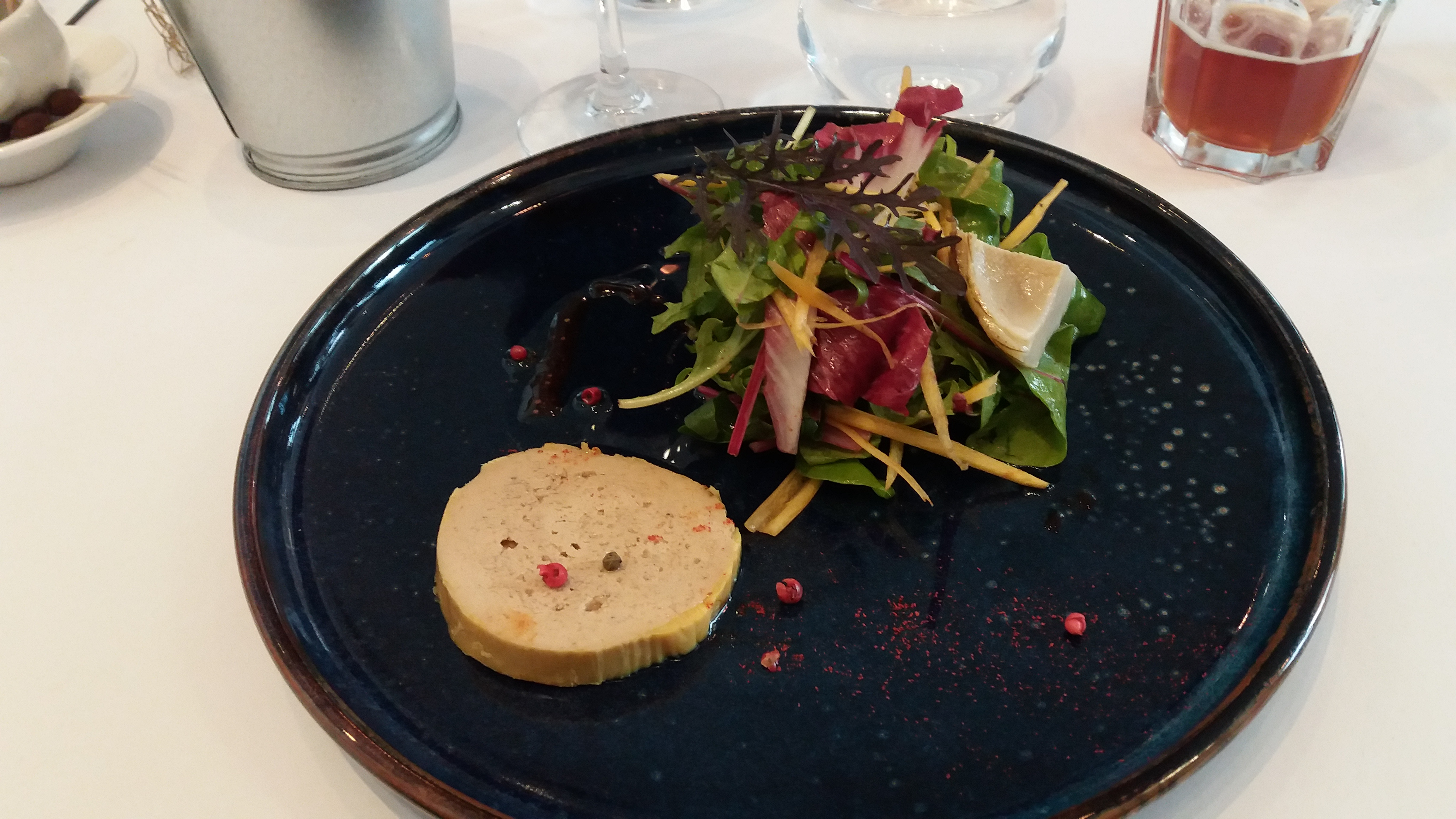
Vegane Foie gras

Es werden auch vegane Varianten produziert, da beispielsweise in der Schweiz nach einer Umfrage aus den Jahren 2018/2019 rund 70 % der Befragten angaben, unter anderem aus Tierschutzgründen keine Foie gras zu konsumieren. Die pflanzlichen Varianten bestehen beispielsweise aus Cashewkernen, Kokosöl, Rote-Bete-Extrakt, Linsenmehl sowie Cognac und Gewürzen. Die Herstellung erfolgt sowohl industriell als auch kochhandwerklich in der Gastronomie. Mit Unterstützung des französischen Staates wird in Frankreich auch an einer im Labor gezüchteten Variante gearbeitet.